# Daptolestes bronteflavus
Daptolestes bronteflavus — вид двокрилих комах родини ктирів (Asilidae). Описаний у 2020 році.

## Назва
Вид названо на честь супергероя Марвел, скандинавського бога грому Тора (bronteflavus з латини перекладається як «світлий грім»).

## Поширення
Ендемік Австралії.